# Daniel-André Tande
Daniel-André Tande (* 24. Januar 1994 in Narvik) ist ein ehemaliger norwegischer Skispringer. Er wurde 2018 Skiflugweltmeister in Oberstdorf und mit der norwegischen Mannschaft Olympiasieger bei den Olympischen Spielen 2018 in Pyeongchang.

## Werdegang
Daniel-André Tande besuchte die Drammen Videregående Skole, eine weiterführende Schule in Drammen.
Im FIS Cup sprang er zum ersten Mal am 18. Dezember 2009 auf dem Tveitanbakken in Notodden, im Continental Cup am 17. Februar 2012 auf dem Midstudtbakken in Oslo. Bei der norwegischen Mannschaftsmeisterschaft im Skispringen 2012 sprang er für die Mannschaft aus der Provinz Buskerud und erhielt die Bronzemedaille. Bei der norwegischen Sommer-Meisterschaft im Skispringen 2013 am 8. September in Oslo belegte er auf der Normalschanze den vierten Platz. Seinen ersten Podestplatz im Continental Cup hatte er am 28. Dezember 2013 beim zweiten Springen auf der Gross-Titlis-Schanze in Engelberg mit dem zweiten Platz hinter Manuel Poppinger. Bei seinem ersten Weltcup-Einsatz qualifizierte er sich am 10. Januar 2014 beim Skifliegen am Kulm in Bad Mitterndorf-Tauplitz, erreichte aber nicht den zweiten Durchgang. Am nächsten Tag erhielt er mit seinem 15. Platz seine ersten Weltcuppunkte. Bei den Nordischen Junioren-Skiweltmeisterschaften 2014 in Val di Fiemme holte er mit der norwegischen Mannschaft die Bronzemedaille. Er war Mitglied der norwegischen Mannschaft bei den Olympischen Winterspielen 2014 in Sotschi, wurde aber in den drei Springen nicht eingesetzt.
Am 28. Februar 2015 auf der Hochfirstschanze in Titisee-Neustadt gewann Tande zum ersten Mal ein Continental-Cup-Springen. Am 21. Juni 2015 gewann er das Sommer-Sprungwochenende auf dem Midtstubakken mit neuem Sommer-Schanzenrekord (109,5 m) vor Anders Fannemel und Phillip Sjøen. Seinen ersten Sieg im Weltcup feierte Tande am 22. November 2015 in Klingenthal. Am 17. Januar 2016 gewann er mit zusammen mit Anders Fannemel, Johann André Forfang und Kenneth Gangnes den Mannschaftswettbewerb bei der Skiflug-Weltmeisterschaft am Kulm. Am 22. Februar 2016 sprang er im Mannschaftsspringen beim Weltcup auf der Puijo-Schanze in Kuopio mit 136,0 Metern einen neuen Schanzenrekord; der alte resultierte noch aus dem Jahre 1998 von Masahiko Harada.
Im Rahmen der Vierschanzentournee 2016/17 gewann er die Springen in Garmisch-Partenkirchen und Innsbruck. Vor dem letzten Wettbewerb lag er in der Gesamtwertung in Führung, fiel dann jedoch auf den dritten Platz zurück, da sich im zweiten Durchgang des Springens in Bischofshofen ein Clip an der Bindung des rechten Skis löste, er die Kontrolle über den Sprung verlor und nur mit Mühe einen Sturz verhindern konnte. Bei den Nordischen Skiweltmeisterschaften 2017 in Lahti belegte er auf der Normalschanze im Einzel den 15. Platz und im Mixed-Teamwettbewerb den fünften Rang. Auf der Großschanze wurde er Zehnter im Einzelwettbewerb und holte im Mannschaftsspringen zusammen mit Anders Fannemel, Johann André Forfang und Andreas Stjernen die Silbermedaille als Zweiter hinter Weltmeister Polen. Im Gesamtweltcup der Saison 2016/17 landete er mit 1201 Punkten auf Rang drei und erzielte damit sein bestes Karriereergebnis.
Bei der Skiflug-Weltmeisterschaft 2018 in Oberstdorf wurde Tande Doppel-Weltmeister. Er gewann zunächst den Einzelwettbewerb, der nach drei von vier Durchgängen abgebrochen wurde. In der Qualifikation zu diesem Wettbewerb, die er ebenfalls gewann, verbesserte er zudem den Schanzenrekord der Heini-Klopfer-Skiflugschanze auf 238,5 Meter. Im Mannschaftswettbewerb konnte er zusammen mit Robert Johansson, Andreas Stjernen und Johann André Forfang den Weltmeistertitel aus dem Jahre 2016 erfolgreich verteidigen. Am 3. Februar 2018 gewann er das Weltcup-Springen in Willingen und damit den vierten Weltcupsieg im Einzel seiner Karriere. Bei den Olympischen Winterspielen 2018 in Pyeongchang belegte er im Einzelwettbewerb auf der Normalschanze den sechsten Platz und im Einzelwettbewerb auf der Großschanze verpasste er als Vierter knapp eine Medaille. Im Mannschaftswettbewerb auf der Großschanze holte er zusammen mit Andreas Stjernen, Johann André Forfang und Robert Johansson die Goldmedaille. Am 11. März 2018 gewann Tande in Oslo im Rahmen der Raw Air 2018 ein weiteres Einzel-Weltcupspringen. Im Gesamtweltcup der Saison 2017/18 wiederholte er als Dritter seine Platzierung der Vorsaison.
Im Mai 2018 litt Tande an dem seltenen Stevens-Johnson-Syndrom, weswegen er eineinhalb Wochen stationär im Krankenhaus behandelt wurde. Aufgrund seines krankheitsbedingten Gewichtsverlusts musste er anschließend mit dem Training aussetzen.
Bei der Skiflug-Weltmeisterschaft 2020 in Planica wurde er zum dritten Mal in Folge Skiflug-Weltmeister mit dem norwegischen Team.
Am 25. März 2021 stürzte Daniel-André Tande im Probedurchgang am ersten Wettkampftag beim Skiflug-Weltcup in Planica schwer. Kurz nach dem Absprung verlor er das Gleichgewicht und schlug hart bei 78 Meter auf den Vorbau auf. Er rutschte regungslos den steilen Hang herunter und blieb bewusstlos liegen. Er wurde noch an der Schanze notversorgt und beatmet. Anschließend brachte man ihn mit dem Hubschrauber in das Krankenhaus der Hauptstadt Ljubljana. Dort versetzte man den Norweger in ein „künstliches Koma“, um sein Gehirn zu entlasten. „Er musste intubiert und mechanisch beatmet werden“, gab am Abend der Chefarzt Tomislav Mirković an. Tande habe aber keine lebensbedrohlichen Verletzungen erlitten, erklärte Sportchef Clas Brede Bråthen dem norwegischen Rundfunk NRK. Tande habe sich das Schlüsselbein gebrochen. Er wurde wenige Tage nach dem Unfall aus dem künstlichen Koma geholt. Neben dem Bruch des Schlüsselbeins erlitt Tande eine leichte Verletzung der Lunge. Im August 2021 kehrte Tande auf die Schanze zurück und absolvierte seine ersten Trainingssprünge nach dem Sturz. Bei seinem ersten internationalen Wettkampf im Rahmen des Continental Cups Mitte September in Oslo belegte Tande den neunten Rang.
Bei den Olympischen Winterspielen 2022 in Peking wurde er von der Großschanze 31. Mit der norwegischen Herren-Mannschaft wurde er Vierter.
Im September 2024 gab Tande sein Karriereende bekannt.

## Erfolge

### Weltcupsiege im Einzel
| Nr. | Datum             | Ort                    | Typ         |
| --- | ----------------- | ---------------------- | ----------- |
| 01. | 22. November 2015 | Klingenthal            | Großschanze |
| 02. | 1. Januar 2017    | Garmisch-Partenkirchen | Großschanze |
| 03. | 4. Januar 2017    | Innsbruck              | Großschanze |
| 04. | 3. Februar 2018   | Willingen              | Großschanze |
| 05. | 11. März 2018     | Oslo                   | Großschanze |
| 06. | 24. November 2019 | Wisła                  | Großschanze |
| 07. | 30. November 2019 | Kuusamo                | Großschanze |
| 08. | 6. März 2022      | Oslo                   | Großschanze |

### Weltcupsiege im Team
| Nr. | Datum             | Ort              | Typ                 |
| --- | ----------------- | ---------------- | ------------------- |
| 01. | 23. Januar 2016   | Zakopane         | Großschanze         |
| 02. | 22. Februar 2016  | Kuopio           | Großschanze         |
| 03. | 19. März 2016     | Planica          | Flugschanze         |
| 04. | 18. März 2017     | Vikersund        | Flugschanze         |
| 05. | 18. November 2017 | Wisła            | Großschanze         |
| 06. | 25. November 2017 | Kuusamo          | Großschanze         |
| 07. | 9. Dezember 2017  | Titisee-Neustadt | Großschanze         |
| 08. | 10. März 2018     | Oslo             | Großschanze         |
| 09. | 17. März 2018     | Vikersund        | Flugschanze         |
| 10. | 24. März 2018     | Planica          | Flugschanze         |
| 11. | 7. März 2020      | Oslo             | Großschanze         |
| 12. | 23. Januar 2021   | Lahti            | Großschanze         |
| 13. | 20. Februar 2021  | Râșnov           | Normalschanze Mixed |

### Grand-Prix-Siege im Team
| Nr. | Datum           | Ort        | Typ               |
| --- | --------------- | ---------- | ----------------- |
| 01. | 1. Oktober 2022 | Klingental | Großschanze Mixed |

### Continental-Cup-Siege im Einzel
| Nr. | Datum              | Ort              | Typ           |
| --- | ------------------ | ---------------- | ------------- |
| 01. | 28. Februar 2015   | Titisee-Neustadt | Großschanze   |
| 02. | 8. März 2015       | Seefeld in Tirol | Normalschanze |
| 03. | 12. September 2015 | Stams            | Großschanze   |
| 04. | 13. September 2015 | Stams            | Großschanze   |
| 05. | 20. September 2015 | Oslo             | Normalschanze |
| 06. | 3. Oktober 2015    | Klingenthal      | Großschanze   |

## Statistik

### Weltcup-Platzierungen
| Saison  | Platz | Punkte |
| ------- | ----- | ------ |
| 2013/14 | 64.   | 0030   |
| 2014/15 | 45.   | 0081   |
| 2015/16 | 07.   | 0985   |
| 2016/17 | 03.   | 1201   |
| 2017/18 | 03.   | 0985   |
| 2018/19 | 35.   | 0106   |
| 2019/20 | 09.   | 0721   |
| 2020/21 | 14.   | 0543   |
| 2021/22 | 21.   | 0339   |
| 2022/23 | 18.   | 0449   |
| 2023/24 | 38.   | 0090   |

### Grand-Prix-Platzierungen
| Saison | Platz | Punkte |
| ------ | ----- | ------ |
| 2014   | 10.   | 0198   |
| 2015   | 79.   | 0008   |
| 2016   | 19.   | 0108   |
| 2017   | 19.   | 0124   |
| 2019   | 38.   | 0044   |
| 2021   | 56.   | 0022   |
| 2022   | 21.   | 0060   |
| 2023   | 59.   | 0020   |

### Continental-Cup-Platzierungen
| Saison  | Sommer | Sommer | Winter | Winter | Gesamt | Gesamt |
| Saison  | Platz  | Punkte | Platz  | Punkte | Platz  | Punkte |
| ------- | ------ | ------ | ------ | ------ | ------ | ------ |
| 2011/12 | –      | –      | –      | –      | 105.   | 011    |
| 2012/13 | –      | –      | –      | –      | 169.   | 005    |
| 2013/14 | 073.   | 013    | 043.   | 122    | 057.   | 135    |
| 2014/15 | 081.   | 023    | 014.   | 409    | 027.   | 432    |
| 2015/16 | 001.   | 505    | –      | –      | 020.   | 505    |

### Schanzenrekorde
| Ort           | Land        | Weite               | aufgestellt am   | Rekord bis       |
| ------------- | ----------- | ------------------- | ---------------- | ---------------- |
| Kuopio        | Finnland    | 136,0 m (HS: 127 m) | 22. Februar 2016 | aktuell          |
| Nischni Tagil | Russland    | 141,0 m (HS: 134 m) | 2. Dezember 2017 | 2. Dezember 2017 |
| Oberstdorf    | Deutschland | 238,5 m (HS: 235 m) | 19. Januar 2018  | 20. März 2022    |

An der Großschanze Tramplin Stork in Nischni Tagil war er schon am 13. März 2015 mit 139,0 m einen Schanzenrekord gesprungen (am selben Tag mit 141,5 m überboten von Anže Semenič), jedoch im Rahmen des Continental Cups. Schanzenrekorde im Continental Cup werden nicht offiziell anerkannt.

## Trivia
Daniel-André Tande leidet an Höhenangst.
Als ein Vorbild bezeichnet er Birger Ruud.